# Atilogwu
Atilogwu és una dansa pròpia del poble Igbo, a l'estat d'Anambra, originària de les muntanyes d'Udi, a l'estat d'Enugu, però present a totes les comunitats de llengua igbo. Consisteix en torres humanes acrobàtiques realitzades pels homes d'este grup ètnic, i se sol celebrar entre finals d'agost i principis de setembre. Per la calor i l'esforç físic, es destaca la necessitat de tindre bones condicions físiques per a realitzar-la, ja que la durada total pot ser de diverses hores.
A Occident, no fou fins 1940 quan es divulguen, arran d'una missió de recerca etnològica. En la difusió de l'Atilogwu hi destaca el paper del grup de danses Nkpokiti, qui guanyaren un concurs folklòric celebrat a Lagos el 1970 per a celebrar el final de la Guerra de Biafra, i qui foren adoptats pel govern de l'estat d'Anambra com representants institucionals als concursos de dansa. El 1978, el govern federal nigerià els convertí en ambaixadors d'abast mundial.
Cada grup de danses consta de balladors i músics, que toquen uns sis instruments, l'ogene, gedegwu, ekwe, osha, alo i oja. Les torres humanes estan compostes per cinc o sis persones, tot i que darrerament s'han vist formacions més nombroses. Els balladors realitzen acrobàcies, que inclouen volantins i figures humanes. Els integrants vesteixen amb faldilles i amb uns ornaments al cap, més elaborats conforme major és el nivell del participant. Ocasionalment, també porten màscares.
Des de la dècada del 2020, alguns investigadors han vist en l'Atilogwu l'origen de la Muixeranga.